# 阿尔及利亚穆斯林贤哲会
阿尔及利亚穆斯林贤哲会（法語：Association des Oulémas Musulmans Algériens，AOMA），由阿卜杜勒-哈米德·本·巴迪斯于1931年创建，致力于维护本土的伊斯兰传统，最初成立时并未加入民族独立斗争，之后开始明确的支持并参与阿尔及利亚民族解放阵线的民族独立运动。1956年被法国当局解散。